# Адриансен, Густаво
Густаво Лино Адриансен Олайя (исп. Gustavo Lino Adrianzén Olaya; род. 25 октября 1966, Куско) — перуанский адвокат, специализирующийся на правах человека. Адриансен был министром юстиции в правительстве Ольянты Умалы и ушёл с этой должности шесть месяцев спустя. Впоследствии занимал пост Постоянного представителя Перу при ОАГ с февраля 2023 по март 2024 года, представляя правительство Дины Болуарте. 6 марта 2024 года был приведён к присяге в качестве председателя Совета министров вместо Альберто Отаролу.

## Биография
Адриансен — юрист Университета Лимы, он также является юристом университета Алькала-де-Энарес. Получив высшее образование в Европе и Центральной Америке, он получил степень магистра государственного управления и менеджмента от INAP.
Адриансен был консультантом в судебной системе, государственном министерстве, а также в органах внутренних дел и юстиции. Он также работал во Всемирном банке, в МБР, в ПРООН, Европейской комиссии и других. Он преподавал в частных университетах города Лимы.
В феврале 2012 года был назначен государственным прокурором Министерства обороны Перу. Он был адвокатом перуанского государства в Межамериканском суде по правам человека (МКПЧ) по делу Чавина де Уантара.
21 марта 2015 года был назначен заместителем министра юстиции; всего через две недели он был назначен министром, заменив предыдущего Фреди Отаролу.

### Министр юстиции и прав человека
2 апреля 2015 года был приведён к присяге в качестве министра юстиции и прав человека, входя в состав седьмого кабинета правительства Ольянта Умала, председателем которого стал Педро Катериано Беллидо. Церемония прошла в Золотом зале Правительственного дворца, в котором также были приведены к присяге новые министры: Джакке Валакиви Альварес (оборона) и Ана Мария Санчес (международные отношения).
В июле 2015 года Джулия Принсипе, государственный прокурор, специализирующаяся на преступлениях, связанных с отмыванием денег, сообщила в телевизионной программе, что министр Адриансен намеревался «заткнуть ей рот», потребовав объяснений по поводу её заявлений для прессы, касающихся расследований отмывания денег с участием первой леди Надин Эредия. После этого Адриансен был допрошен в Конгрессе и защищался, отрицая, что он запрещал давать показания прокурорам, но решительно указал, что по закону они должны запрашивать разрешение. Столкнувшись с неизбежным одобрением его недоверия парламентом, Адриансен подал безвозвратную отставку, которая была принята президентом Умалой (20 октября 2015 года). Ранее прокурор Джулия Принсипе была освобождена от занимаемой должности.

### Председатель Совета министров
6 марта 2024 года был приведён к присяге в качестве председателя Совета министров, возглавив третий кабинет правительства Дины Болуарте. Он ушёл в отставку 13 мая 2025 года, незадолго до запланированного вотума недоверия ему в Конгрессе.